# Mairie des Lilas (stanice metra v Paříži)

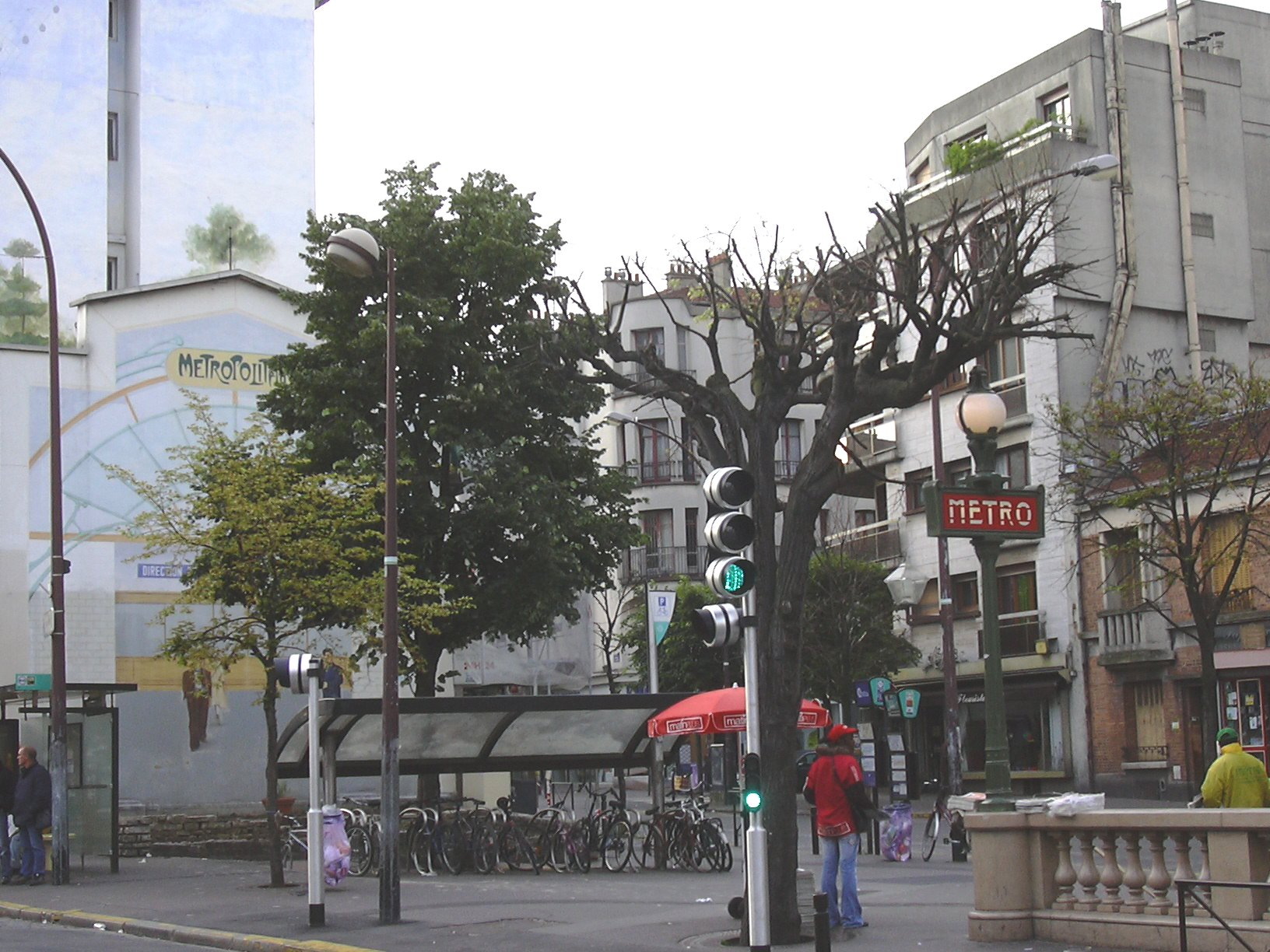
Vchod do stanice

Mairie des Lilas je nepřestupní stanice linky 11 pařížského metra, která leží ve městě Les Lilas u východních hranic Paříže. Nachází se na křižovatce ulic Boulevard de la Liberté a Rue de Paris.

## Historie
Stanice byla otevřena 17. února 1937 při prvním prodloužení linky 11, které vedlo ze sousední stanice Porte des Lilas. Až do roku 2024, kdy bylo otevřeno prodloužení do stanice Rosny – Bois-Perrier, se jednalo o konečnou stanici linky.

## Název
Jméno stanice je odvozeno od radnice (francouzsky mairie) města Les Lilas, před kterou se nachází vchod do stanice.